# Wuthering Heights (film 2003)
Wuthering Heights è un adattamento moderno del romanzo di Emily Brontë, diretto da Suri Krishnamma e trasmesso sul canale televisivo statunitense MTV nel 2003.
Il produttore esecutivo è Jim Steinman. La sua canzone "The Future Ain't What It Used to Be" è apparsa in origine nel concept album Original Sin, scritto e prodotto per i Pandora's Box.

## Colonna sonora
La colonna sonora è composta dai seguenti brani:
- "Prelude: The Future Ain't What It Used To Be" (Jim Steinman) - Erika Christensen

- "More" (Andrew Eldritch/Steinman) - Erika Christensen e Mike Vogel

- "I Will Crumble" (Hewitt Huntwork) -  Erika Christensen e Mike Vogel

- "If It Ain't Broke (Break It)" (Steinman) - Mike Vogel

- "Shine" (Huntwork) - Mike Vogel

- "The Future Ain't What It Used To Be" (Steinman) - Erika Christensen

## Produzione

### Riprese
Il film è stato girato a Cabo Rojo, in Porto Rico.